# Francis Kioyo
Francis Adissa Kioyo (* 18. September 1979 in Yaoundé) ist ein ehemaliger deutscher Fußballspieler mit kamerunischen Wurzeln.

## Vereine
Mit dem Fußball begann Kioyo in seiner Heimat bei Union Douala, einen Großteil seiner Karriere verbrachte der Stürmer aber bei deutschen Vereinen. Obwohl er in seinem ersten Jahr nie ein Torjäger war, gab es immer Vereine, die Interesse an ihm hatten. Als der 1. FC Köln 2003 in die 1. Bundesliga aufstieg, wollte man Kioyo unbedingt behalten. Jedoch hatte er schon lange vorher beim TSV 1860 München unterschrieben. In München gelang ihm nie der Durchbruch und nachdem die Münchner 2004, bedingt durch den von ihm verschossenen Foul-Elfmeter, aus der 1. Bundesliga abgestiegen waren, legte man keinen Wert mehr auf seine Dienste. Nach einem Jahr bei Rot-Weiss Essen, an dessen Ende der Abstieg in die Regionalliga stand, wechselte er zu Energie Cottbus. In der Saison 2005/06 erzielte er als eigentlich „abgeschriebener“ Spieler acht Tore für Cottbus und trug damit beträchtlich zum Aufstieg des Vereins bei. Im Januar 2008 wechselte er zum israelischen Erstligisten Maccabi Netanja. Trotz einer sportlich erfolgreichen Zeit in Netanja, hatte seine Familie große Anpassungsprobleme in Israel. In einem Interview bezeichnet Kioyo seine Zeit dort als „großen Fehler“.
Am 1. September 2008 wechselte Kioyo zum FC Augsburg, wo er jedoch nur eine Saison spielte. Bei den Augsburgern absolvierte er 18 Einsätze, kam aber nie über die volle Distanz zum Einsatz.
Danach wechselte Kioyo zum Schweizer Klub FC Aarau. Dort erhielt er einen Dreijahresvertrag. In seinem ersten Spiel gegen den FC Basel zeigte er eine gute Leistung, verletzte sich aber zwei Tage später schwer. Nach seiner Verletzung fand er nicht mehr ins Spiel zurück, spielte die meiste Zeit für die Amateurmannschaft des FC Aarau. Der Vertrag wurde von Kioyo im April 2010 aufgelöst, wobei er bereits seit Ende Dezember 2009 nicht mehr im Kader gestanden hatte.
Seit dieser Zeit war Kioyo vereinslos und nahm am Camp der VDV teil. Nach Ablauf des Camps hatte er noch immer keinen neuen Verein gefunden. Um sich fitzuhalten, trainierte er bei dem Brandenburgischen Oberligisten Germania Schöneiche mit. In der Rückrunde der Saison 2010/11 lief er für den Drittligisten SV Wehen Wiesbaden auf, wo er bei elf Einsätzen auf eine Bilanz von drei Toren kam. Im September 2011 stellte die SpVgg Bayreuth, in der Landesliga Bayern spielend, Kioyo als Neuzugang vor. Mit 18 Toren in 18 Spielen verhalf er dem Verein zum Aufstieg in die Bayernliga. Nach dem erfolgreichen Klassenerhalt in der Bayernliga 2012/13 verließ er Bayreuth und wechselte im Sommer 2013 zum FC Amberg. Ende 2013 verließ Kioyo den Verein wieder aus beruflichen Gründen.

## Nationalmannschaft
Seit November 2007 besitzt Kioyo die deutsche Staatsbürgerschaft. Gleichzeitig verlor er die kamerunische Staatsbürgerschaft. Er absolvierte drei A-Länderspiele für Kamerun. Durch den Verlust der kamerunischen Staatsbürgerschaft ist er nicht mehr für Länderspiele spielberechtigt. Da Kioyo über mehrere Jahre im deutschen Profifußball aktiv war, nannten ihn seine Kollegen in der Nationalmannschaft Kameruns in Anlehnung an die „Deutsche Eiche“ oft „Holzmann“. Sie waren der Überzeugung, dass Kioyo seine Leichtigkeit aufgrund der harten Gangart in Deutschland verloren habe.

## Erfolge
- 2002 Afrikameister (mit Kamerun)
- 2003 Aufstieg in die 1. Bundesliga (mit dem 1. FC Köln)
- 2006 Aufstieg in die 1. Bundesliga (mit dem FC Energie Cottbus)